# Válka elfů se Sauronem
Válka elfů se Sauronem je fiktivním konfliktem ve světě J.R.R. Tolkiena. Sauron měl v úmyslu zmocnit se Prstenů moci násilím. Boje mezi Elfy, jejich spojenci a vojsky Saurona a jeho spojenců probíhaly v letech 1693-1701 Druhého věku. Sauronův útok byl nakonec odražen, avšak jedno ze dvou posledních království Noldorských elfů, Eregion, bylo zničeno, populace elfů Eregionu (až na Imladris) a vnitrozemí Lindonu vymýcena,  a celý Eriador byl ve válce zpustošen.

## Pozadí
Kolem roku 1200 Druhého věku se Temný pán Sauron pokouší svést Eldar. S falešnou podobou a jménem Annatar (pán darů) prochází Středozemí a nabízí elfům své služby. V Lindonu je však Gil-galadem a Círdanem odmítnut a tak upírá svou pozornost na království Eregion. Zde ho přijímá Celebrimbor, poslední z Feanorova rodu, a kolem roku 1500 dosahují Eregionští kováři s pomocí Sauronových rad vrcholu své moci a začínají kout Prsteny moci. Jako první je stvořeno devět prstenů, které byly darovány 9 lidem - mocným válečníkům, čarodějům a pánům. Následně je ukováno 7 prstenů pro lordy trpaslíků, mezi které patří i králové Durinova lidu z mocného města Khazad-dûm. Jako poslední, asi v roce 1590, jsou dokončeny Tři prsteny elfů, na kterých pracoval Celebrimbor sám a do jejichž tvorby Sauron nezasahoval - Narya, Nenya a Vilya. Sauron poté opouští Eregion a sám v ohni hory Orodruiny zhotovuje Jeden prsten, který má moc nad ostatními prsteny.

## Příčina
Poté, co si Sauron nasazuje svůj prsten elfové poznají, že byli podvedeni a své prsteny si sundají a ukryjí je. Sauron požaduje jejich vydání. Pán Eregionu Celebrimbor odmítá a kvůli hrozícímu nebezpečí posílá Tři prsteny Elfů do Lindonu. Temný pán pošle do Eregionu ultimátum, ve kterém požaduje elfy, aby se vzdali těchto prstenů  a aby mu je všechny dali, Elfové Eregionu odmítají ultimátum a Sauron pro prsteny vysílá svá vojska Mordoru, skládající se ze skřetů, a posílá zprávu svým spojencům, lidem z Rhûnu a Chandu.

## Průběh
Poslové, kteří nesli prsteny do Lindonu varují velekrále Gil-galada před hrozícím nebezpečím. Lindonští elfové se chystají na válku a zprávu o chystající se válce odesílají na Númenor, aby uvědomili krále Tar-Minastira. V roce 1693 vyrážejí Sauronova vojska z Mordoru na severozápad a armády spojenců z Rhûnu a Chandu dorážejí na pláně Dagorladu, odkud se připojují k Mordorským silám v pochodu na západ. V roce 1695 temné armády procházejí skrz Calenardhon, vstupují do Eriadoru a skřeti napadnou Eregion. Síly Eregionu jsou rychle rozdrceny, hlavní město Ost-In-Edhil upadá do obležení a Gil-galad vysílá na pomoc Celebrimborovi vojsko vedené půlelfem Elrondem. Vojska Temného pána jsou však příliš silná a Elrond je odražen, a jeho armáda je téměř zničena. Celebrimbor stáhne všechny zbývající síly Eregionu na obranu hlavního města Ost-in-Edhil, které postupně ztrácí sílu k obraně. Do roku 1697 je Eregion zpustošen, Ost-in-Edhil je dobyto a zničeno, elfská populace Eregionu je téměř celá vyhubena a samotný Celebrimbor je zajat. Po mučení vydá Sedm a Devět prstenů, avšak odmítá prozradit, kam byly ukryt Tři prsteny Elfů a proto je umučen k smrti, jeho tělo přivázáno na dlouhé kopí využito jako prapor jeho armád. Trpaslíci zachrání zbytky Elrondovy armády a poslední elfy Eregionu, a po jejich úspěšném krytí ústupu elfů se stahují zpět do hor a zavírají brány Khazad-dûm. Elrond shromažďuje zbytek přeživších Noldor a uniká na sever, kde nachází úkryt v panství Imladris (Roklince). Nápor skřetů je zbrzděn poté, co jim do týla podniká nájezdy trpasličí vojsko z Khazad-dûmu doplněné oddíly elfů z Lothlórienu. Přesto roku 1699 Zlí lidé Chandu a Rhûnu společně s nově příchozími jednotkami Divokých lidí Rhudauru zahájí nájezdy a útoky proti Lidem Eriadoru, mnoho z nich usmrtí, a Lidé Eriadoru se postupně stahují hluboko do jejich území, a ukryjí se v oblasti později známé jako Hůrecko. Lidé Gwaithuirim se dobrovolně připojují k Sauronovi s nadějí, že jim pomůže vyhnat Númenorské kolonisty do moře, a zahájí proti nim útoky, během kterých usmrcují členy posádek opevněných pozic podél řek kontrolovaných Númenorejci, přepadávají zásobovací linie a poškozují nebo ničí budovy a výbavu Númenorských dřevorubců. Avšak lidé Gwaithuirim bojují pouze proti Númenorejcům a odmítají se postavit proti elfům a lidem Eriadoru, a proto jim Sauron nevěnuje tolik pozornosti a podpory. Sauronovy armády zmocní téměř celého Eriadoru. Toto období nazývali elfové Černé roky nebo Dny útěku. Skřeti Mordoru napadají Eregionu a plení vnitrozemí Lindonu, které je kompletně vylidněno. Ke zvratu ve válce dochází až poté, co do Eriadoru v roce 1700 připlouvají flotily admirála Ciryatura nesoucí obrovské armády Númenoru - posily od krále Tar-Minastira. Mordorská vojska Temného pána jsou Númenorejci v několika bitvách snadno zničena, armády jeho spojenců poraženy a zahnány na útěk a do roku 1701 jsou všichni skřeti v Eriadoru vyhubeni, a západní země mají na čas mír. Divocí lidé Rhudauru a lidé Gwaithuirim ukončují své útoky a stahují se zpět na svá území, a lidé Eriadoru postupně obnovují své domovy.

## Důsledky
Númenorejcům se podařilo zastavit pád Eriadoru, zachránit elfy a lid Eriadoru a rozdrtit útok Temného pána. Avšak ve válce padlo mnoho elfů i lidí, království Eregion již nikdy nebylo obnoveno, a Lindon nikdy nezískal zpět kontrolu nad územími, které byly vylidněny během války. Přeživší Noldor Eregionu zůstali ukrytí v Roklince pod Elrondovým vedením. Sauron se i přes porážku zmocnil Sedmi a Devíti prstenů, které rozdal mezi trpaslíky a lidi. Trpaslíky se mu s pomocí prstenů nepodařilo ovládnout, prsteny pouze znásobily jejich chamtivost a touhu po zlatě, což přineslo zemím sedmi trpasličích lordů tragické následky, které budou sužovat jejich národy po celý Třetí věk. Devět lidí, kteří prsteny přijali však lehce propadlo vábení prstenů a v průběhu času se z nich staly prstenové přízraky - Nazgûlové.